# Amphipyra baloghi
Amphipyra baloghi là một loài bướm đêm trong họ Noctuidae.